# Grazia Deledda

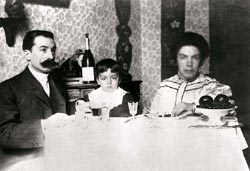
Grazia Deledda

Grazia Deledda (27 tháng 9 năm 1871 – 16 tháng 8 năm 1936) là nữ nhà văn người Ý đoạt giải Nobel Văn học năm 1926.

## Tiểu sử
Grazia Deledda sinh ở Nuoro, Sardinia (Ý) trong một gia đình giàu có, cha là luật sư, ba lần được bầu làm thị trưởng. Vào các kì nghỉ, gia đình Deledda thường có bạn bè của cha đến chơi nên nữ nhà văn tương lai có điều kiện quan sát tính cách của nhiều con người khác nhau để mô tả trong những cuốn tiểu thuyết của mình sau này.
Grazia Deledda học tiểu học ở Nuoro, ngoài ra còn học thêm tiếng Pháp. Bà đọc nhiều sách văn học, bắt đầu viết thơ và truyện ngắn từ 8 tuổi, năm 15 tuổi đã đăng truyện ngắn Giọt máu Sardinia trên tạp chí thời trang L'ultima moda. Năm 1891 in tập truyện ngắn đầu tiên, năm sau in tiểu thuyết đầu tiên Fior di Sardegna (Bông hoa vùng Sardinia). Deledda viết rất nhanh và rất nhiều, gần như mỗi năm một tiểu thuyết, đa số ghi lại những kỉ niệm hồi nhỏ ở Sardinia. Bà chịu ảnh hưởng của trào lưu hiện thực cuối thế kỉ 19, trong tác phẩm thường thể hiện đời sống cực nhọc và tinh thần đấu tranh dũng cảm của người dân Sardinia.
Cuốn tiểu thuyết đầu tiên thực sự thành công của Grazia Deledda là Elias Portolu (1903), đã được dịch ra nhiều thứ tiếng ở các nước châu Âu. Tác phẩm nổi tiếng nhất của bà là La madre (Người mẹ, 1920), kể về một vị linh mục quyết tâm dâng hiến cuộc đời mình cho Chúa và cho người mẹ của mình. Tiểu thuyết tự truyện Cosima ghi lại toàn bộ cuộc đời và tư tưởng của Deledda được xuất bản năm 1937, sau khi bà qua đời.
Năm 1926 Grazia Deledda được trao giải Nobel. Chủ đề quen thuộc trong các tác phẩm của Grazia Deledda là con người và thiên nhiên cùng hòa hợp để vượt qua những khó khăn, thể hiện cái nhìn lạc quan về cuộc sống ngay cả khi phải trải qua những đau khổ. Bà mất ở Roma 10 năm sau khi được giải Nobel.

## Tác phẩm
- Amore regale (Tình yêu hoàng tộc, 1891), tập truyện
- Fior di Sardegna (Bông hoa vùng Sardinia, 1892), tiểu thuyết
- Anime onest (Những tâm hồn trung thực, 1896), tiểu thuyết
- Le vie del male (Con đường của cái ác, 1896), tiểu thuyết
- Il vecchio della montagna (Ông già sơn cước, 1900), tiểu thuyết
- Dopo il divorzio (Sau li dị, 1902), tiểu thuyết
- Elias Portolu (1903), tiểu thuyết
- Odio vince (Sự thù hận, 1904), tiểu thuyết
- Cenere (Tro tàn, 1904), tiểu thuyết, dựng thành phim năm 1916
- Nostalgia (Hoài niệm, 1905), tiểu thuyết
- Il giuochi della vita (Những may rủi trong cuộc sống, 1905), truyện ngắn
- L'edera (Cây thường xuân, 1908), tiểu thuyết
- Il nostro padrone (Thầy giáo của chúng tôi, 1910), tiểu thuyết
- Sino al confine (Tới giới hạn, 1910), tiểu thuyết
- Nel deserto (Ở sa mạc, 1911), tiểu thuyết
- L'edera (Cây thường xuân, 1912), kịch 3 hồi
- Chiaroscuro (Tối và sáng, 1912), truyện ngắn
- Colombi e sparvieri (Bồ câu và chim ưng, 1912), tiểu thuyết
- Canne al vento (Cây sậy trong gió, 1913), tiểu thuyết
- Le colpe altrui (Lỗi lầm người khác, 1914), tiểu thuyết
- Il fanciullo nácóto (Cậu bé ẩn nấp, 1915), truyện ngắn
- Marianna Sirca (1915), tiểu thuyết
- L'incendio nell'oliveto (Đám cháy trong rừng ô liu, 1918), tiểu thuyết
- Il ritorno del figlio (Sự trở về của đứa con trai, 1919), tiểu thuyết
- La bambina rubata (Đứa trẻ bị đánh cắp, 1919), truyện ngắn
- La madre (Người mẹ, 1920), tiểu thuyết
- Cattive compagnie (Làm bạn với tội ác, 1921), truyện ngắn
- Il segreto dell'uomo solitaro (Bí mật của người cô đơn, 1921), tiểu thuyết
- Dio dei viventi (Chúa của người sống, 1922), tiểu thuyết
- Il flauto nel bosco (Tiếng sáo trong rừng, 1923), truyện ngắn
- La danza della collana (Điệu nhảy của chuỗi hạt, 1924), tiểu thuyết
- A sinistra (Bên trái, 1924), kịch
- La fuga in Egitto (Trốn chạy tới Ai Cập, 1925), tiểu thuyết
- Il sigillo d'amore (Dấu ấn tình yêu, 1926), truyện ngắn
- Annalena Bilsini (1927), tiểu thuyết
- La casa del poeta (Ngôi nhà của nhà thơ, 1930), tiểu thuyết
- Il paese del vento (Đất của gió, 1931), tiểu thuyết
- Sole d'estate (Mặt trời mùa hạ,1933), tiểu thuyết
- L'argine (Rào chắn, 1934), tiểu thuyết
- Cosima (1937), tiểu thuyết tự truyện
- Il cedro di Libano (Cây tuyết tùng ở Liban, 1939), tiểu thuyết